# Luise Kautsky
Pour les articles homonymes, voir Kautsky.
Luise Kautsky, née Ronsperger le 11 août 1864 à Vienne (Empire d'Autriche) et morte le 8 décembre 1944 à Auschwitz, est une femme politique allemande membre de l'USPD.

## Biographie

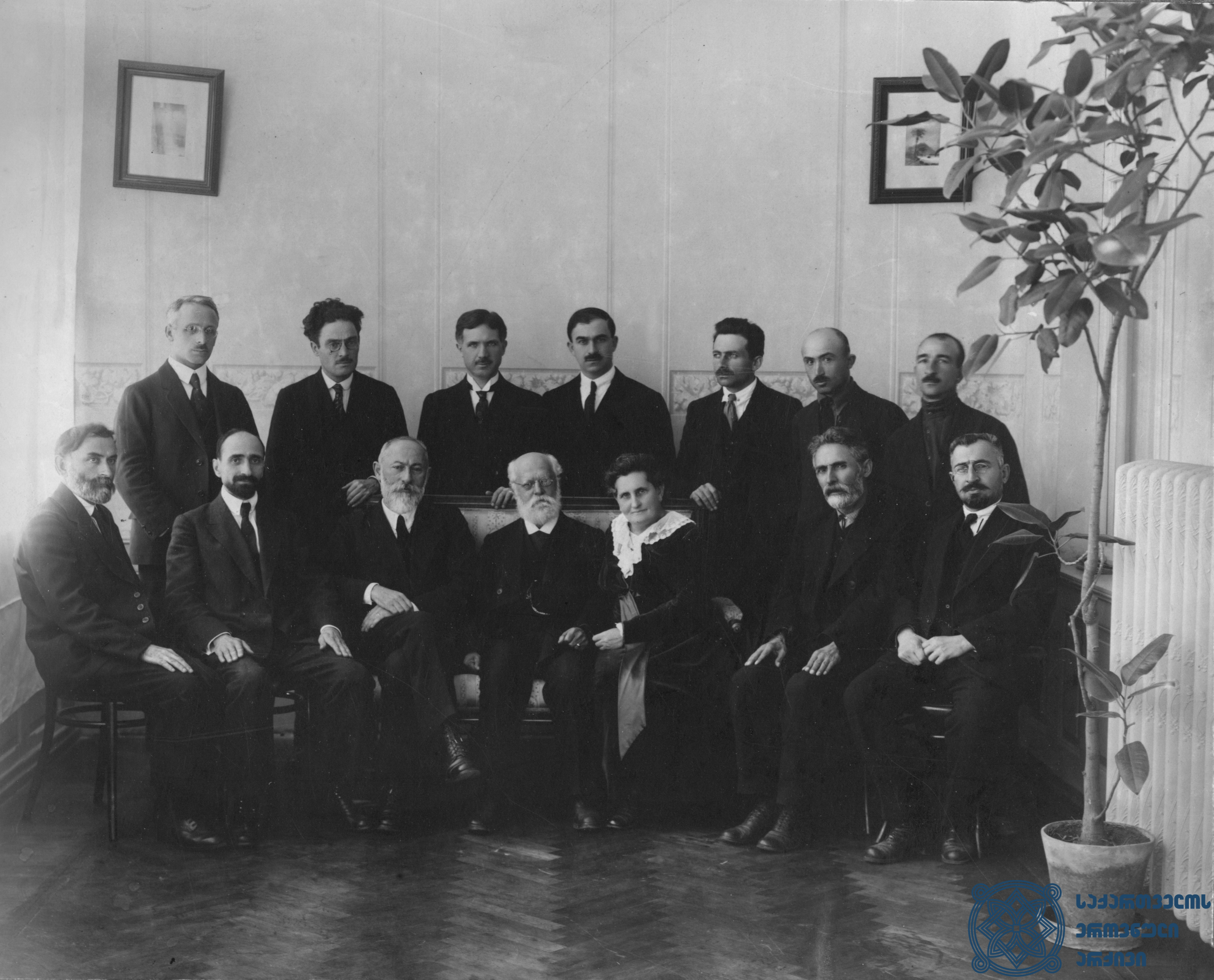
Luise Kautsky, assise, avec son mari et les social-démocrates géorgiens (Tbilissi, 1920), photographie d'Eduard Klar.

Kautsky est une socialiste et active social-démocrate. Elle épouse l'éminent théoricien marxiste Karl Kautsky.
Elle est amie de Rosa Luxemburg et conseillère municipale de Berlin pour l'USPD. En 1938, parce qu'elle était juive, elle doit fuir à Prague puis aux Pays-Bas. En 1944, elle est déportée de Westerbork à Auschwitz, où elle meurt "d'une insuffisance cardiaque" (une formule officielle nazie pour tous ceux qui sont morts à Auschwitz).
L'arche du S-Bahn entre Kantstraße et Fasanenstraße à Charlottenburg-Wilmersdorf porte son nom. En 1999, le conseil du district de Charlottenburg a décidé d'ériger une plaque à sa mémoire au Wielandstraße 26.